# Notre-Dame de la Belle Verrière
Pour un article plus général, voir Vitraux de Chartres.
Notre-Dame de la Belle Verrière, une des cent soixante-quinze représentations de la Vierge dans la cathédrale Notre-Dame de Chartres, en est probablement le vitrail le plus célèbre.
Au centre du vitrail, Marie règne sur son trône céleste. Elle fait partie des cinq « Notre-Dame » devant lesquelles s'arrêtaient au Moyen Âge les pèlerins de Chartres, avec Notre-Dame sous terre, Notre-Dame du bon secours, la Vierge Noire du pilier, et Notre-Dame blanche, et était populairement connue à cette époque sous le nom de « Vierge bleue ».
Le nom actuel de « Notre-Dame » de la Belle Verrière désigne plus particulièrement sur ce vitrail la Vierge à l'Enfant de style roman représentée sur trois panneaux carrés de la fin du XIIe siècle, lesquels ont été réutilisés au début du XIIIe siècle lors de la construction de la cathédrale actuelle, après l'incendie de la cathédrale romane. Des panneaux anciens ont ainsi souvent été réutilisés dans de nouveaux édifices, et le prestige vénérable de leur « antiquité » supposée conduisit à les qualifier de « belles verrières » à partir du XVe siècle. Celle de Chartres est probablement la plus connue, mais la signification du terme s'est perdue, et la désignation de « La Belle Verrière » s'applique à présent au vitrail dans son ensemble.
Le vitrail doit sa célébrité mondiale au bleu cobalt exceptionnel qui y apparaît,, le fameux « Bleu de Chartres ».

## Présentation générale

### Fiche signalétique

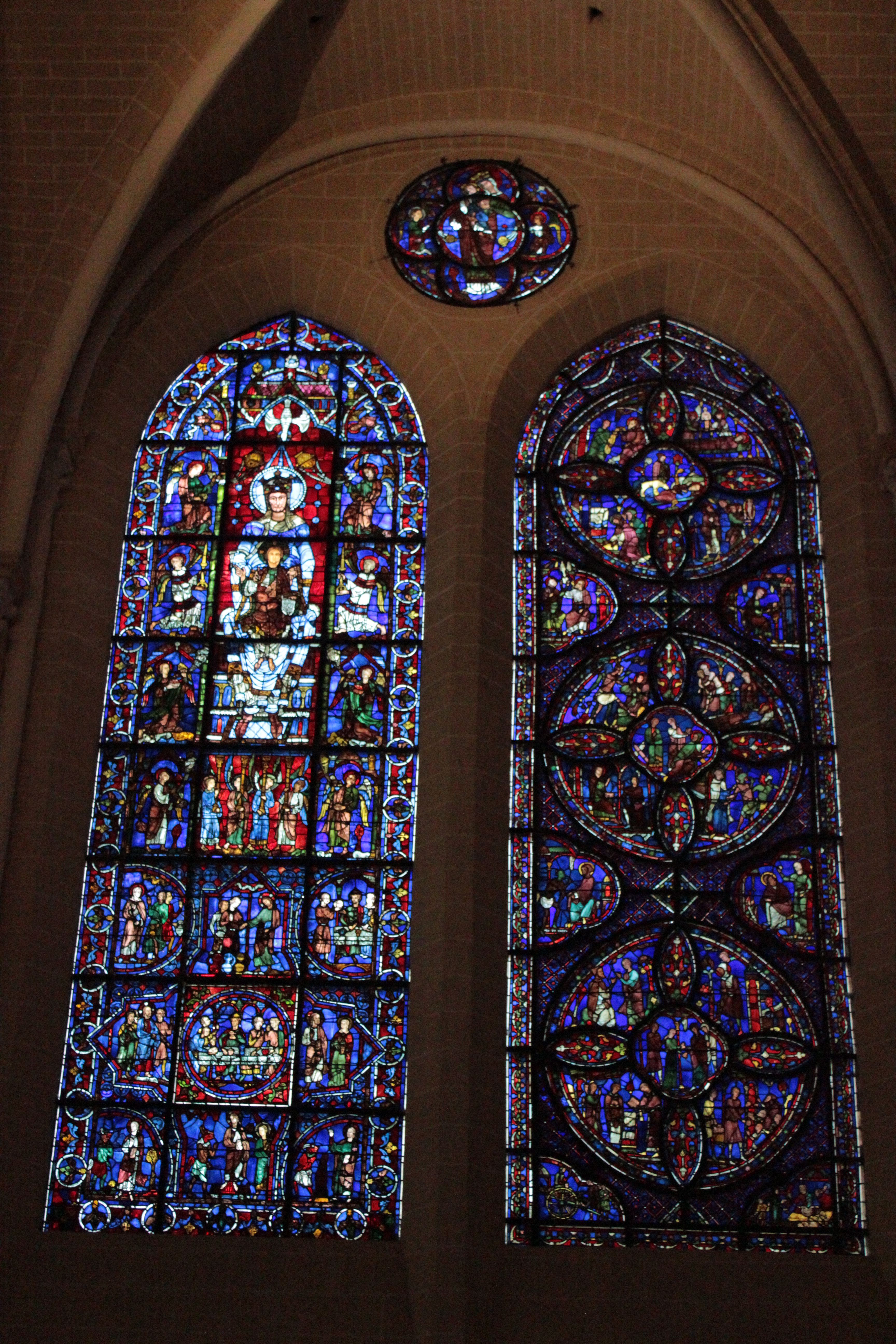
La baie n° 030. La « Belle Verrière » est à gauche.

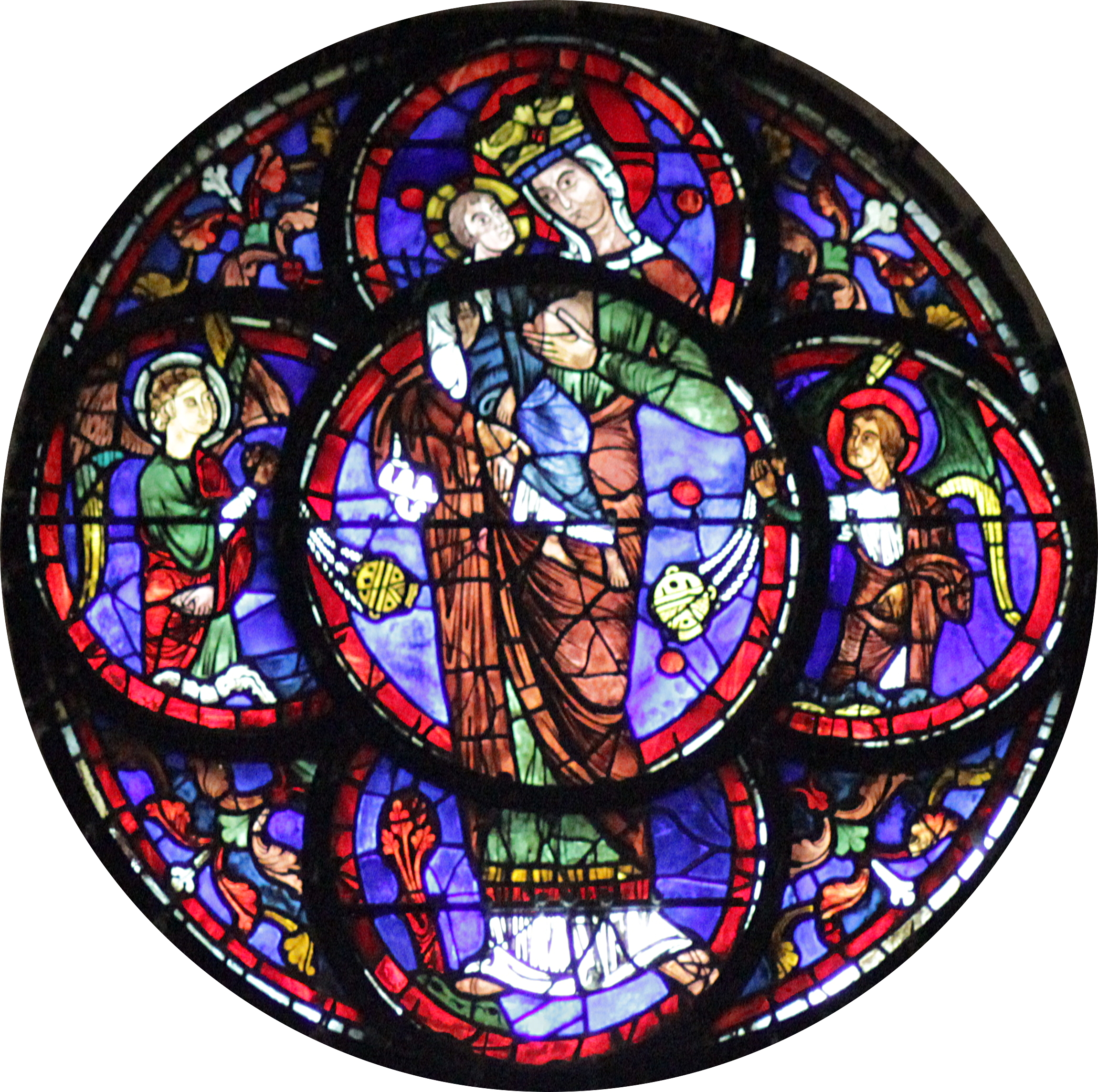
Oculus : Vierge allaitant.

La baie elle-même, de style gothique primitif, se compose de deux lancettes en arc brisé, surmontées d'un oculus de réseau. Elle porte le numéro 030 dans la numérotation du Corpus vitrearum. À noter dans cette baie le curieux oculus, représentation rare de la « Vierge allaitant » entourée de deux anges thuriféraires.
Le vitrail de la Belle Verrière, de 7,48 × 2,39 m, s'inscrit dans la lancette de gauche, la lancette de droite étant occupée par l'Histoire de saint Antoine.
Dans sa composition actuelle, la verrière est contemporaine de la cathédrale actuelle, reconstruite après l'incendie de 1194. Selon la chronologie traditionnelle, elle peut être datée entre 1215 et 1220. Elle inclut la figuration plus ancienne de Notre-Dame de la Belle Verrière (datée des environs de 1180).
Le vitrail a été classé monument historique dès sa première liste de 1840. Il a été restauré aux 14e et 15e siècles, et très restauré par Félix Gaudin en 1906, puis par l'atelier Michel Petit en 1989-1990.

### Bleu de Chartres
Pour des articles plus généraux, voir Smalt et Bleu de cobalt.
Les anciens vitraux romans de Chartres sont célèbres pour leur bleu qui a fait la renommée de la ville et de sa cathédrale, le « bleu de Chartres ». Ce verre « bleu roman » très lumineux, mis au point dans les années 1140 sur le chantier de la basilique Saint-Denis, est utilisé par la suite dans la cathédrale de Chartres et celle du Mans , qui conservent une verrière au bleu de cobalt. On le retrouve donc dans les trois vitraux anciens de la cathédrale, l'Arbre de Jessé, le Vitrail de l'Enfance et le Vitrail de la Passion du portail ouest, et ici avec Notre-Dame de la Belle Verrière, sur une partie du vitrail.
Le bleu employé dans les vitraux au XIIe siècle était coloré par un sel de cobalt importé depuis les frontières de la lointaine Russie. On trouve fréquemment comme commentaire que « le secret s'en est perdu », ce qui est une explication fantaisiste de sa disparition : le smalt n'a en réalité jamais cessé d'être utilisé dans l'art, mais avec la multiplication des verrières que permit l'architecture gothique, ce bleu devint trop cher pour la fabrication des vitraux. Il fut alors remplacé par un bleu de manganèse plus courant,, mais aboutissant à un bleu plus sombre tirant sur l’outremer.
Ayant un fondant sodique coloré au cobalt, ce verre s'est révélé plus résistant à l'altération atmosphérique que les rouges ou les verts de la même époque,.
La différence entre le « bleu gothique » et le « bleu de Chartres » est particulièrement nette sur le vitrail de la Belle Verrière de Chartres, mais difficilement perceptible dans l'absolu, parce que les couleurs d'un vitrail varient avec la lumière extérieure, et les bulles d'air incluses dans le verre disperse la lumière en la faisant chatoyer, ce qui rend impossible d'en fixer l'impression réelle par la peinture ou la photographie. De ce fait, les trois baies romanes de la cathédrale sont moins connues pour leur « bleu roman » que ne l'est la « Belle Verrière », où la différence est particulièrement nette et immédiate entre le bleu de la Vierge centrale romane et celui de la bordure gothique postérieure.

### Composition du vitrail

La Belle Verrière - vue d'ensemble.

Le vitrail s'appuie sur une ferronnerie simple à maillage carré, les barlotières, délimitant les différents panneaux disposés en huit rangées et trois colonnes (plus deux éléments fermant le haut de l'ogive). Les formes que dessinent les bordures de ces panneaux sont indépendantes de la ferronnerie, et ne sont dues qu'aux éléments de verre colorés.
Le vitrail est composé de deux ensembles relativement indépendants :
- Dans la partie supérieure, un étage figuratif s'étendant sur cinq rangées de panneaux représente une vierge à l'enfant, entourée d'anges et surmontée du Saint-Esprit.
- Dans la partie inférieure, un ensemble narratif de neuf panneaux représente deux épisodes marquant le début de la vie publique de Jésus-Christ : la Tentation du Christ et les Noces de Cana.

Les panneaux sont généralement à fonds bleus, les quatre faisant exception étant les trois panneaux rescapés du XIIe siècle, et celui immédiatement au-dessous, figurant des anges soutenant le trône de la Vierge. La différence entre ce bleu du XIIIe siècle et le « bleu de Chartres » du manteau et du nimbe de la Vierge est donc ici très nette.
Dans les neuf panneaux narratifs inférieurs, toutes les scènes sont sur fond bleu, et sont délimitées par une bordure rouge bordée d'un double filet bleu et blanc.
Ces bordures dessinent une croix qui s'étend sur tout l'étage narratif, cantonnée aux quatre coins par un panneau narratif à bordure en arc de cercle se rattachant au bord du vitrail. Brochant sur cette croix, le panneau central de l'étage narratif est un carré rouge bordé d'un filet blanc, où la scène est délimitée par un cercle, et dont les coins sont occupés par quatre motifs floraux. Entre ces limites des éléments narratifs, les panneaux reposent sur un fond rouge semé de disques bleus aboutés disposés en un réseau carré, chaque disque bleu figurant une fleur à quatre pétales.
Tout autour du vitrail, la limite de la bordure est matérialisée par un filet brun. La bordure elle-même est à fond rouge, sur lequel alternent des palmettes libres ou inscrites dans des cercles à fond bleu bordés de blanc, un cercle sur deux étant traversé par l'armature.

## Étage supérieur figuratif

### Notre Dame de la Belle Verrière

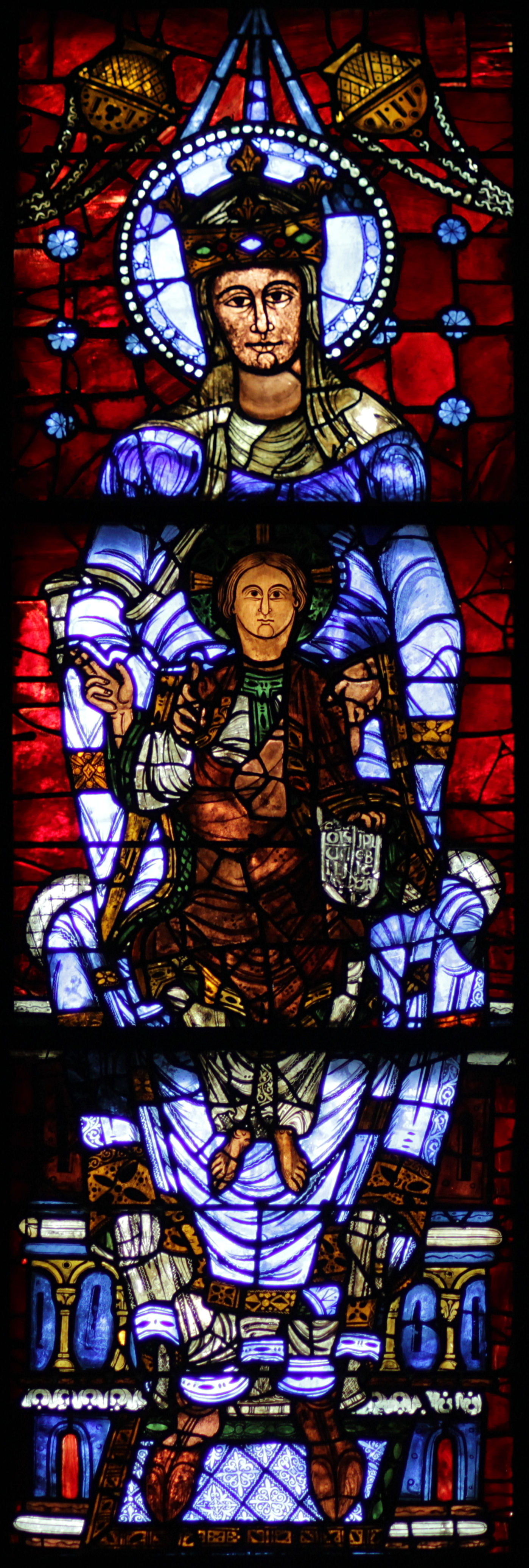
Notre-Dame de la Belle Verrière : les trois panneaux du XII.

Les trois panneaux qui représentent la Vierge à l'Enfant remontent à la fin du XIIe siècle, et sont ceux qui comportent le célèbre bleu.
Sur ce vitrail, la Vierge, sans écraser ceux qui la regardent depuis le sol de la cathédrale, les surplombe de ses 2,25 mètres et présente son Enfant qu'elle tient dans son giron.
Sa pose hiératique byzantine et ses vêtements de style oriental rappellent l'influence orientale issue des croisades qui débutèrent au XIIe siècle. Sa couronne serait une représentation de la couronne impériale de Charles le Chauve, qui était conservée dans le trésor de la cathédrale de Chartres jusqu'au XIVe siècle
La forme bleue de la Vierge, se détachant globalement sur le fond rouge et prolongée en haut par les trois filets bleus, lui donne la forme d'une mandorle très allongée au centre de laquelle apparaît l'enfant Jésus.
L'enfant Jésus tient un livre sur lequel peut être lue l'inscription « omnis vallis implebitur » (« Toute vallée sera comblée »), citation que Saint Luc met dans la bouche de Saint Jean-Baptiste lorsqu'il annonce la venue proche du Christ :
« Préparez le chemin du Seigneur, aplanissez ses sentiers. Toute vallée sera comblée, toute montagne et toute colline seront abaissées ; ce qui est tortueux sera redressé, et les chemins raboteux seront aplanis ; et toute chair verra le salut de Dieu. ».
C'est le début d'une antienne chantée le samedi de la troisième semaine de l'avent, extrait de l'Évangile lu le lendemain. À la suite de cette citation, la « vallée qui se comble » a été retenue comme l'un des « signes des temps » qui doivent annoncer l'arrivée du Royaume de Dieu.
Ces trois panneaux ont failli disparaître lors du terrible incendie de 1194. En effet, avec les trois verrières qui surplombent le portail royal, seuls ont subsisté de ce désastre ces trois panneaux, qui étaient alors situés à l'autre extrémité de l'ancienne cathédrale romane.
Le chanoine Delaporte avait en effet fait remarquer en 1960 qu'un acte avait été passé le 3 octobre 1195, donc après l'incendie, sur l'« autel de la Vierge », qui pour lui devait être l'autel majeur de la cathédrale : il en déduisait que l'abside de la cathédrale devait avoir subsisté après l'incendie de 1194. D'autres spécialistes ont remarqué que sur le livre ouvert que tient l'Enfant Jésus est écrit le début de l'antienne en l'honneur de la Vierge à Chartres. Ils en ont déduit que ces trois panneaux faisaient plutôt partie d'un vitrail qui se trouvait dans l'abside de la cathédrale, dans la chapelle de la vierge située derrière l'autel majeur, et qui n'aurait donc pas été touché par l'incendie.

### Le chœur angélique

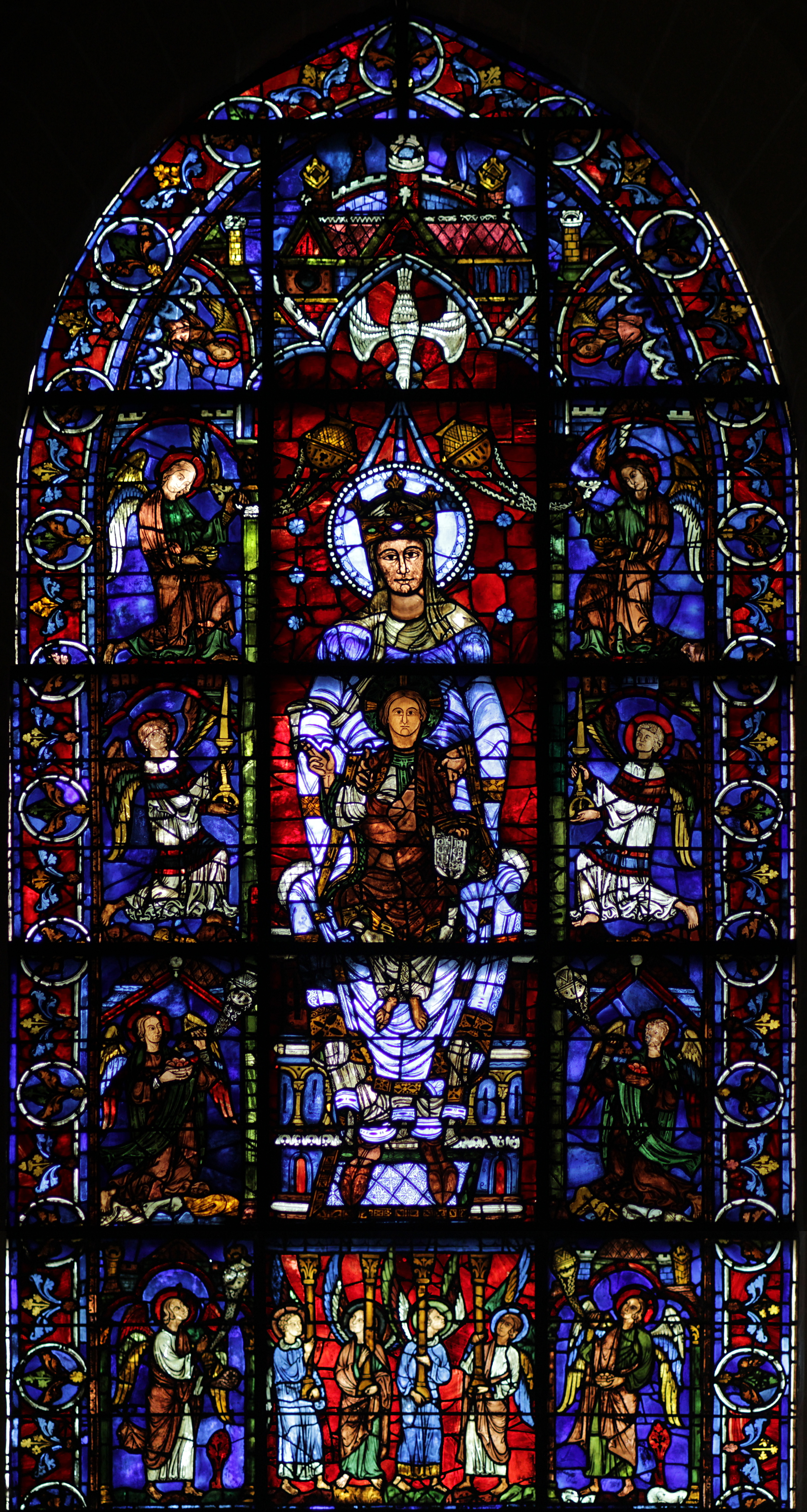
Étage de Notre-Dame.

Autour de la Vierge en Majesté, huit autres panneaux montrent les anges glorifiant l'Enfant Roi et sa Mère. Ces panneaux ont été  juxtaposés à la figure centrale au début du XIIIe siècle.
Les dix anges disposés symétriquement, deux fois deux couples d'anges thuriféraires (porteurs d'encens) entourant un couple de céroféraires (porteurs de cierge). L'encens est ce qui sert dans le service divin,, il désigne ici la divinité de Jésus, et sert à honorer Notre-Dame, Marie « mère de Dieu ». La lumière symbolise ici directement la divinité qui éclaire la nuit spirituelle.
Au pied du trône, quatre petits anges en soutiennent les fondations. Les « colonnes » qu'ils portent et qui soutiennent physiquement le trône représentent peut-être les quatre évangélistes.
Au zénith, un dernier panneau, celui de l'Esprit-Saint — représenté par une colombe dont la tête est cernée d'un nimbe crucifère — rayonne sur elle. La croix figurant sur ce nimbe est la marque d'une personne divine, ici le Saint-Esprit. Cette représentation illustre les paroles de l'Ange : « Le Saint-Esprit viendra sur toi, et la puissance du Très-Haut te couvrira de son ombre. C'est pourquoi le saint enfant qui naîtra de toi sera appelé Fils de Dieu »,, et rappelle donc au pèlerin à la fois la divinité du Christ et la conception virginale de Marie.
Au-dessus de lui, une ville figure la Jérusalem céleste, entourée de deux anges thuriféraires plus petits sortant de nuées, qui représentent la limite entre le domaine céleste de cette Jérusalem, et le royaume terrestre où se tiennent les personnages. On voit en particulier que les quatre angelots sur fond rouge reposent sur un sol clairement terrestre.

## Étage inférieur historié

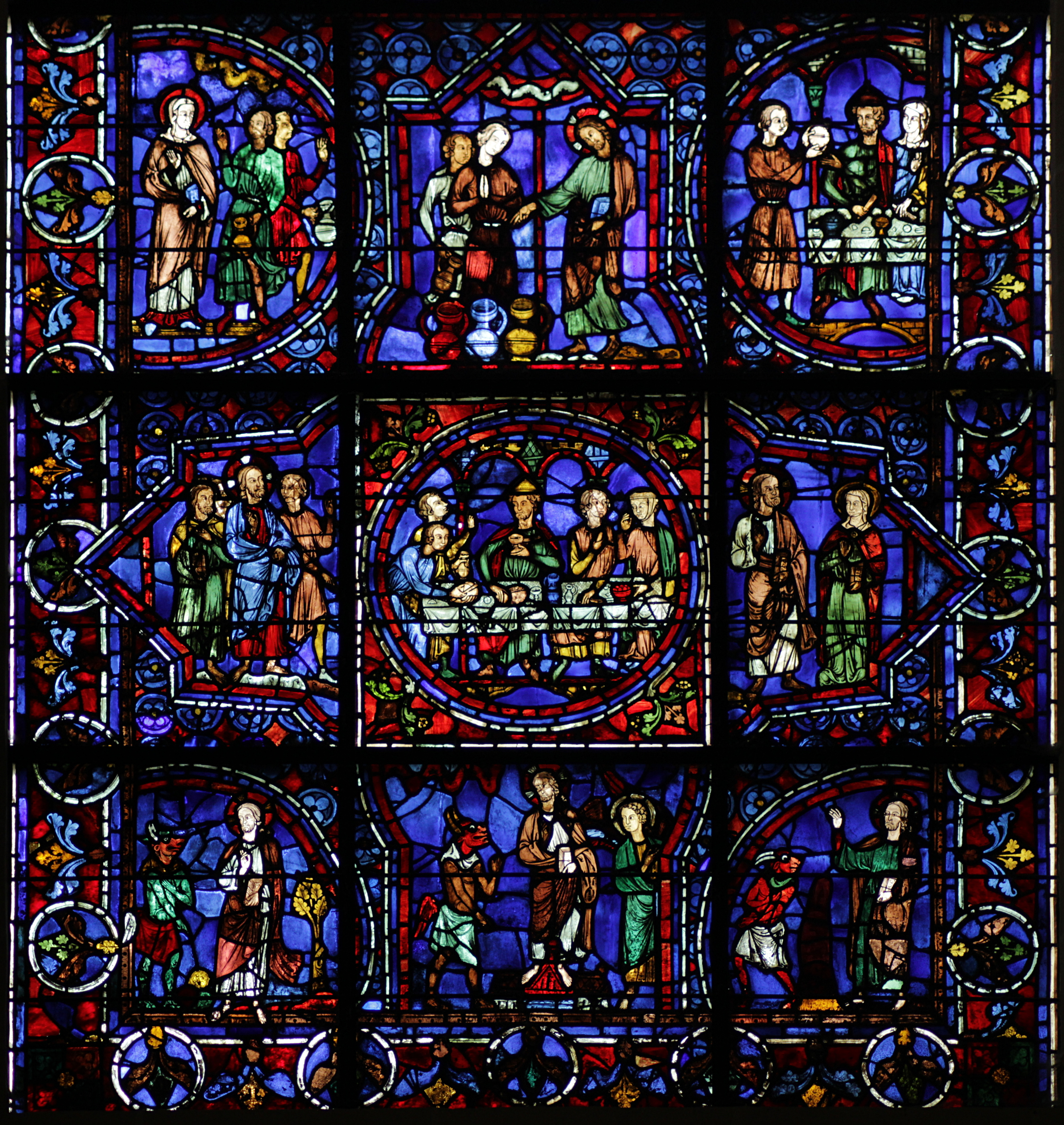
Étage inférieur : début de la vie publique.

### Le début de la vie publique du Christ
Sous le trône de la Vierge, les trois panneaux inférieurs décrivent l'épisode des tentations de Jésus, et les six autres celui des noces de Cana. Visuellement, l'ensemble dessine une croix, dont le cœur est marqué par le rouge soulignant le repas de noce. Pour le pèlerin, l'association de la croix et du rouge évoque ici en filigrane la Passion du Christ, à laquelle cet épisode des noces de Cana fait écho.
Ces tentations sont décrites dans l'évangile selon Matthieu, chapitre 4. Les noces de Cana sont décrites par l'évangile selon Jean, chapitre 2. La description donnée ci-dessous s'appuiera sur le texte de ces deux courts épisodes, pour l'associer aux panneaux qu'ils illustrent en suivant fidèlement le récit évangélique.
Dans tous ces panneaux, Jésus tient un livre fermé, parce que son « heure n'est pas encore venue » - elle ne le sera qu'après les noces de Cana.
Comme c'est normalement le cas pour les vitraux narratifs, les panneaux se lisent de bas en haut, et de gauche à droite.

### Les tentations du Christ
|  | (I) Première tentation : la Puissance. « Alors Jésus fut conduit au désert par l’Esprit pour être tenté par le diable. Après avoir jeûné quarante jours et quarante nuits, il eut faim. Le tentateur s’approcha et lui dit : « Si tu es Fils de Dieu, ordonne que ces pierres deviennent des pains. » Mais Jésus répondit : « Il est écrit : L’homme ne vit pas seulement de pain, mais de toute parole qui sort de la bouche de Dieu. » Le diable, cornu et au groin de cochon, est représenté comme souvent avec une aile à la place de la queue, pour rappeler que c'est un ange déchu. Il désigne un caillou jaunâtre posé au sol.                                              |
|  | (II) Deuxième tentation : le Règne. « Alors le diable l’emmène à la Ville sainte, le place au sommet du Temple et lui dit : « Si tu es Fils de Dieu, jette-toi en bas ; car il est écrit : Il donnera pour toi des ordres à ses anges, et : Ils te porteront sur leurs mains, de peur que ton pied ne heurte une pierre. » Jésus lui déclara : « Il est encore écrit : Tu ne mettras pas à l’épreuve le Seigneur ton Dieu. » Le décor est ici réduit au minimum, Jésus étant placé sur le sommet d'un toit, entouré d'un diable et d'un ange. Graphiquement, le panneau représente l'essence même de la tentation : le choix qu'un homme doit faire, placé entre le Bien et le Mal. |
|  | (III) Troisième tentation : la Gloire. « Le diable l’emmène encore sur une très haute montagne et lui montre tous les royaumes du monde et leur gloire. Il lui dit : « Tout cela, je te le donnerai, si, tombant à mes pieds, tu te prosternes devant moi. » Alors, Jésus lui dit : « Arrière, Satan ! car il est écrit : C’est le Seigneur ton Dieu que tu adoreras, à lui seul tu rendras un culte. » La « très haute montagne » est représentée par la protubérance séparant le Diable de Jésus. Le Diable désigne le Monde sur sa gauche, Jésus lui oppose un geste d'arrêt de sa main droite.                                                                                  |

### Les noces de Cana
|  | (I) Le troisième jour, il y eut un mariage à Cana de Galilée. La mère de Jésus était là. Jésus aussi avait été invité au mariage avec ses disciples. Jésus arrive à Cana, accompagné de ses disciples. Le dernier disciple porte un livre fermé : la vie publique n'a pas encore commencé. Dans la Bible, le thème de la noce désigne symboliquement le temps de réconciliation que Dieu prépare pour son Peuple. Dans le récit de Jean, cette noce terrestre préfigure la Nouvelle Alliance. |
|  | (II) Or, on manqua de vin. Le maître de maison, au centre, est coiffé du bonnet conique traditionnellement attribué aux juifs dans l'iconographie. Les autres convives sont en tenue du XIIe siècle. Au centre de la croix inférieur, ce panneau sur fond rouge rappelle la cène. De plus, l'évangéliste Jean n'évoque la présence de Marie qu'à deux reprises : ici, et aux pied de la Croix,. Le fond rouge rappelle le sang du sacrifice et souligne le parallélisme de cette première cène avec celle précédant la Passion du Christ. |
|  | (III) La mère de Jésus lui dit : « Ils n’ont pas de vin. » Jésus lui répond : « Femme, que me veux-tu ? Mon heure n’est pas encore venue. » Le Christ et Marie tiennent tous les deux un livre fermé. Le Christ signifie qu'il n'est pas encore l'heure de se révéler comme fils de Dieu. Pour l'évangéliste Jean, l'« heure » dont il s'agit s'éclaire progressivement au fil de son évangile : il s'agit de l'heure de sa Passion et de sa Ressurrection (Jn 7,30; 8,20; 13,1; 17,1). |
|  | (IV) Sa mère dit à ceux qui servaient : « Tout ce qu’il vous dira, faites-le. » Or, il y avait là six jarres de pierre pour les purifications rituelles des Juifs ; chacune contenait deux à trois mesures, (c’est-à-dire environ cent litres). La demande de Marie va forcer le Christ à agir, malgré sa résistance initiale. C'est un excellent argument pour un sanctuaire marial, où les pèlerins viennent prier Marie d'intercéder auprès du Christ en leur faveur. L'eau des jarres servait à la purification pour la prière. En changeant l'eau en vin, le Christ montre que la purification passe à présent par son sacrifice, le vin de l'Eucharistie étant « le sang de l'alliance ». |
|  | (V) Jésus dit à ceux qui servaient : « Remplissez d’eau les jarres. » Et ils les remplirent jusqu’au bord. Il leur dit : « Maintenant, puisez, et portez-en au maître du repas. » Le Christ, tenant toujours son livre fermé, tend la main vers les jarres, dans un geste à la fois de désignation et de bénédiction. Cette bénédiction du vin évoque celle de la cène, où il affirme « ceci est mon sang », ce qui renforce le parallélisme entre ces deux passages. |
|  | (VI) Ils lui en portèrent. Et celui-ci goûta l’eau changée en vin. Il ne savait pas d’où venait ce vin, mais ceux qui servaient le savaient bien, eux qui avaient puisé l’eau. Alors le maître du repas appelle le marié et lui dit : « Tout le monde sert le bon vin en premier et, lorsque les gens ont bien bu, on apporte le moins bon. Mais toi, tu as gardé le bon vin jusqu’à maintenant. » Le serviteur apporte ici une coupe coiffée d'un couvercle, et blanche, ce qui lui donne l'apparence d'une hostie et rappelle encore une fois la dernière cène. Le miracle de la noce, symbole biblique de l'Alliance entre Dieu et les Hommes, préfigure ici l'ouverture de la Nouvelle Alliance : alors que l'Ancienne Alliance n'avait pas permis d'accéder au salut, cette nouvelle alliance se révélera être le bon vin servi en dernier. |

## Le thème de l'intercession
Le fil conducteur liant les différentes représentations figurées sur ce vitrail est la réponse à une question pratique que se pose le pèlerin arrivant à sa destination à Chartres : par quelle voie la puissance divine va-t-elle se manifester? La réponse est en partie suggérée par la composition de ce vitrail.
La forme bleue de la Vierge, se détachant globalement sur le fond rouge, lui donne la forme d'une mandorle encadrant le Christ. Une mandorle, d'une manière générale, est une figure en forme d’ovale ou d'amande, dans laquelle s’inscrivent des personnages sacrés, symbolisant qu'ils manifestent le passage entre une apparence externe manifeste et une réalité sacrée invisible, que seule un travail d'approfondissement permet de connaître. Ici, ce qui doit être révélé au centre de la mandorle est donc avant tout le Christ, représenté par l'enfant Jésus.
Mais cette représentation va plus loin : alors que la « vie cachée » est ailleurs dans la cathédrale représentée par un livre fermé, la superposition de cette mandorle avec le livre ouvert que tient Jésus-Christ signifie ici que ce qui était caché va effectivement devenir visible. Les paroles qui y sont inscrites, l'annonce de Jean Baptiste, font le lien avec les scènes du début de la « vie publique » du Christ, qui sont décrites dans l'étage inférieur. La puissance divine va donc se manifester - mais, pour le pèlerin, comment, et par quelle voie ?
Dans l'étage inférieur, l'opposition entre la tentation du Christ au désert et les noces de Cana réside dans la puissance de l'intercesseur : alors que le Diable avait échoué à inciter Jésus à révéler sa divinité, l'autre épisode montre que Marie intercède efficacement auprès de Jésus, pour qu'il révèle sa puissance même quand il n'y est initialement pas disposé.
Cette opposition entre étage inférieur et étage supérieur valorise l'autre symbolique de la mandorle qu'implique cette dernière : graphiquement, les deux arcs de cercle de ses limites reflètent l'intersection entre deux cercles, l'un terrestre et l'autre céleste, où l'intermédiaire entre les deux est assuré par la personne représentée. Dans ce vitrail, c'est donc Notre-Dame qui concrétise cette situation intermédiaire, montrant symboliquement que Notre-Dame de Chartres est celle qui permet d'intercéder, pour obtenir les grâces du Christ.
L'ensemble du vitrail est une démonstration discrète de la capacité réelle de Notre-Dame de Chartres à intercéder pour les intentions des pèlerins qui viennent prier ici.